# Хлоя Лукасяк
Хлоя Елізабет Лукасяк (Chloé Elizabeth Lukasiak; *25 травня 2001) — американська танцюристка, акторка й телеведуча реаліті-шоу . Стала відомою в дитинстві участю в реаліті-серіалі Lifetime Dance Moms.  . В різних соцмережах на неї підписані понад 14 мільйонів осіб.

## Раннє життя
Народилася 25 травня 2001 року в Піттсбурзі, штат Пенсільванія  у родині Крістіни «Крісті» (до шлюбу Зук) і Марка Лукасяків. Має молодшу сестру Клару.  Сім'я проживає в Марсі, штат Пенсільванія.  Має польське, шотландське, німецьке та італійське походження. 
Почала займатися танцями в Abby Lee Dance Company у 2 роки.  Спочатку займалася «основами», такими як джаз і балет, пізніше почала танцювати у всіх стилях, крім бальних і латини.  Від 5 до 13 років змагалася по всій території США в складі танцювальної компанії Еббі Лі, вигравши численні титули на регіональному, державному та національному рівнях.  Змагалася на Dance Moms у багатьох танцювальних жанрах: ліричний, сучасний, музичний театр, балет, джаз, хіп-хоп, акро, іспанський та Боллівуд.  

## Кар'єра

### 2011-тепер:Dance Momsі танцювальна кар'єра
У 2011 році Лукасяк та її мати разом із власницею танцювальної компанії  Abby Lee Dance Companу Abby Lee Miller, іншими молодими танцюристками та їхніми матерями були обрані для серіалу Lifetime's Dance Moms. Разом вони склали юніорську елітну змагальну команду Міллер.
Після національного конкурсу в Лос-Анджелесі в липні 2014 року (знятий для епізоду, який вийшов в ефір 7 жовтня 2014 року), мати Лукасяк вирішила, що постійне оточення телевізійного шоу та її власні негативні стосунки з Еббі Лі є шкідливими для її дочки, і вони вирішили залишити ALDC.  Фінальний епізод сезону 4 був їхньою останньою появою в шоу як частини основного акторського складу. Після закінчення 4 сезону Лукасяк залишила ALDC і перейшла до Studio 19 Dance Complex. Нова конкурсна команда зі Студії 19 продовжила змагатися на національних конкурсах з липня 2015 року.
Після відходу з ALDC Хлоя Лукася була запрошена демонстраторкою і асистенткою Блейка Макграта на конвенції VIP Dance Events (Калгарі, жовтень 2014). Лукасяк також опублікувала багато професійно знятих танцювальних відео на своєму каналі YouTube у серії під назвою Team Chloe Dance Project.  Вона виграла «Choice Dancer» на Teen Choice Awards 2015  та «Dancers Choice Award» за «Favorite Dancer 17 & Under» на Industry Dance Awards 2015.  Також знову була номінована на нагороду «Choice Dancer» на Teen Choice Awards у 2016 та 2017 роках.  Була номінована на премію Shorty Award у категорії «Найкращий танець».  Лукасяк приєдналася до Triple Threat Talent Tour як запрошена виконавиця і асистентка кількох танцювальних конвенцій у 2015/2016 роках.  У 2016 році співпрацювала з Playtex Sport  і знялася в їхньому фільмі «Ready, Set, Play On!» як танцюристка.  Того ж року Лукасяк у партнерстві з Ownzones запустила власний танцювальний вебсеріал під назвою «Chloe on Pointe». 
27 січня 2017 року Лукасяк оголосила, що повернеться як запрошена зірка в «Dance Moms» для фінального сезону 7 і сезону 7B. Спочатку вона приєдналася до Murrieta Dance Project, але потім пішла, щоб сформувати The Irreplaceables разом з Нією Сіукс, Кендалл Вертес, Калані Гіллікер і Камрін Бріджес.   Лукасяк підписала контракт з Lifetime у квітні 2017 року, щоб зніматися у власному вебсеріалі під назвою «Chloe Does It».  У 2017 році зняла танцювальне відео проти булінгу  для журналу Seventeen.  У грудні 2017 року почала гастролювати з Калані Гіллікер і Кендалл Вертес у рамках The Irreplaceables Tour. 
У 2019 році взяла участь у танцювальному конкурсі Tate McRae "Tear Myself Apart", де увійшла до п'ятірки кращих із понад 100 учасників.  
У 2023 році оголосила про проведення власного танцювального конкурсу Elevé Dance Competition, який заснувала разом з матір’ю, Крісті Лукасяк, Даян Пент і Бріттані Пент.   Танцювальний конкурс проводився протягом сезону 2024 року та був несподівано закритий через 1 рік.
1 листопада 2023 року телеканал Lifetime оголосив про возз’єднання Dance Moms у 2024 році за участю Хлої Лукасяк та кількох інших акторок, зокрема Джоджо Сіва та Калані Гіллікер. 

## = 2011-тепер: Перехід до акторської діяльності
У 2011 році Хлоя Лукасяк розпочала акторську кар’єру з уроків акторської майстерності від Говарда Файна для ролі в кліпі LUX (доньки актора Теда Дансона) на пісню «It’s Like Summer». 
Дебютною акторською роллю стала роль Гвен Мерфі в телевізійному фільмі «Центральна сцена: На Пуанті» 2016 року.
В інтерв’ю, опублікованому 15 червня 2016 року, Лукасяк сказала, що "вдячна Dance Moms, тому що вони показали їй, наскільки вона любить акторську майстерність і що вона має до цього пристрасть". 
Пізніше вона була обрана на роль Савани Стокер у «Історії ковбойки» разом із колишньою зіркою фільму «Міст до Терабітії» Бейлі Медісон , а з тих пір була обрана на головну роль у науково-фантастичному/надихаючому трилері під назвою «Loophole»  і ролі другого плану в сімейні фільми «Camp Arrowhead»,  «Next Level»,  і «FREDI» . 
У 2016 році Лукасяк зіграла персонажку на ім'я Флінн Гаррінгтон в епізодах серіалу «Ласкаво просимо в мій світ», однак серіал так і не вийшов в ефір.  Також знялася в рекламі телешоу «Superstore» у 2016 році у ролі працівниці магазину. 
Лукасяк також представила свої акторські таланти в короткометражному фільмі 2020 року «Красиві шрами»  у головній ролі разом із двома іншими акторами та персонажкою історії під назвою «Світло прожектора» в інтерактивному додатку під назвою YarnTexts.  У лютому 2020 року Лукасяк з’явилася в образі Перевертня в рекламному короткометражному фільмі «Зомбі 2» каналу Disney.  
22 квітня 2021 року Лукасяк знялася в комедійній сценці до Дня Землі «День Землі! Мюзикл» із Біллом Най, Джастіном Бібером, Заком Ефроном та іншими знаменитостями на Facebook Watch. 

### 2012-тепер: Інші активності

#### Мода та реклама
Хлоя Лукасяк почала працювати моделлю для модних ліній Glitzy Girl,  Oxyjen,  Tutu DuMonde  і Sally Miller  у 2012–13 роках.  У жовтні 2014 року Лукасяк стала прессекретаркою Just For Kix, американської компанії танцювального одягу. У партнерстві з компанією створила кампанію проти булінгу під назвою #NobodyisYOU. Вона була представлена в кількох відео разом із іншими танцюристками, такими як Авері Джейд.   Після відходу з Dance Moms у 2014 році була моделлю для різних брендів одягу, включаючи 90 Degrees by Reflex,  Good hYOUman,  Boy Meets Girl,  і BCBG Max Azria (runway).  У 2016 році стала новим обличчям StyleHaul. Також була моделлю для багатьох журналів, зокрема The Hollywood Reporter,  In Touch Weekly,  Nationalist,  Inside Dance,  LVLten,  LowCountry Parent,  Cliche,  NKD,  Pulse Spikes,  Dream,  YSBNow,  Afterglow,  Popstar,  Girls' Life,  Prune, Dance Track  і A Book Of. 
У 2015 році знялася в рекламі мережі швидкого харчування Sonic.  У 2017 році почала працювати над модною лінією у співпраці з Dazzine.  Того ж року, після того, як Dazzine несподівано відмовився, вона курувала лінію взуття/моду Rocking Ballerina разом із JustFab та різдвяну модну лінію через ту ж компанію.  У тому ж році Лукасяк була ведучою мінісеріалу «Wicked Weekly», який складався з 16 епізодів, які транслювалися на Disney Channel до виходу оригінального фільму Disney Channel 2017 року «Нащадки 2».  У 2018 році Лукасяк стала амбасадоркою JustFab і опублікувала відео, що показує місячний вибір взуття від бренду. Під час тижня моди в Нью-Йорку в лютому 2018 року Лукасяк стала «дівчиною Гелвіка», її стилізував Ендрю Гелвікс для її книжкового туру та показів мод на Тижні моди в Нью-Йорку.  Вона почала співпрацювати з Maybelline у 2019 році та знялася в рекламі їх продукту Snapscara разом із Скай Джексон, Саммер Макінтош, Джордан Джонс і Роксетт Аріса.   Пізніше того ж року Лукасяк співпрацювала з Victoria's Secret PINK і Awesomeness TV, щоб вести мінісеріал під назвою «GRL PWR», який розповідає про цілі жінок і життя в коледжі.  У 2022 році  співпрацювала з Evry Jewels для створення ювелірної лінії, яка була запущена 15 січня. 

#### Музичні кліпи
Лукасяк знімалася в численних музичних кліпах, так як ще під час зйомок «Dance Moms» вона знялася в кліпах мисткинь Брук Гайленд  і LUX.  Також під час зйомок реаліті-шоу «Dance Moms» Лукасяк створила фанатське музичне відео для Кеті Перрі «Остання п’ятнична ніч» з Медді Зіглер за допомогою програми Video Star; відео має понад 10 мільйонів переглядів на YouTube.  У 2015 році вона з’явилася як головна героїня для пісні Джесс Годвін «Fool Me Once»,  Солвейг Ромеро «Turn It Up»  і Б’янки Райан «Alice»,  а також «Wrapped Up For Різдво» Forever in Your Mind. У 2016 році Лукасяк знялася у відеокліпі Ей Джея Лермана на його новий сингл «Tongue» та у відео для трансгендерної вокалістки Ali J на її кавер на пісню «Piece By Piece» Келлі Кларксон, яке показало на CNN.  У 2017 році Лукасяк зіграла роль другого плану у музичному кліпі Нії Сіу, її колишньої колеги з телешоу Dance Moms, на її пісню «Dance (Just Rock)»  Лукасяк також з'явилася в музичному кліпі для Барбі під назвою «We’re Taking Over» у 2019 році. 

#### Письменницька кар'єра
На другому курсі середньої школи Хлоя Лукасяк відвідувала курс творчого письма. Після цього почала писати оповідання та вірші та вирішила продовжити письменницьку кар’єру. Написала матеріал про свій досвід подолання булінгу в книзі Pulse Spikes "Ignite!", випущеній у 2016 році. Лукасяк підписала контракт із видавництвом Bloomsbury Publishing у 2017 році, а наступного року випустила свою дебютну книгу «Girl on Pointe: Chloe's Guide to Taking On The World».  Також написала, підготувала і виступила із промовою під час Міжнародного дня миру ООН у штаб-квартирі ООН у Нью-Йорку у 2017 році. 
У травні 2020 року Лукасяк створила обліковий запис в Instagram, щоб ділитися зі своїми шанувальниками тим, що вона написала, і оголосила про свій намір написати серію книг у жанрі фентезі.  У квітні 2021 року оголосила, що написала частину майбутньої книги Роузі Дей «Інструкції для підліткового Армагеддону: 30 дурних жінок про те, як захопити світ». Книга вийшла 14 жовтня 2021 року. 

## Політичні погляди та активізм
Лукасяк публічно заявила, що вона є лібералкою, і підтримала президента США Джо Байдена під час президентських виборів 2020 року.   У соціальних мережах виступає на підтримку іммігрантів,  ЛГБТ-молоді,  психічного здоров’я, боротьбу з наркотиками, прав тварин, запобігання стрілянині в школах,  доброти,  темношкірих,  прав жінок  та обізнаності про розлади харчування. 

## Особисте життя
У 2015 році їй діагностовано «синдром німого синусового вузла», вона перенесла операцію. 
В інтерв’ю Лукасяк сказала, що "займається танцями чотири дні на тиждень, за винятком подорожей".  Вона припинила участь у танцювальних змаганнях у 2016 році через широке коло захоплень та зростаючий список зобов’язань.  Окрім танців і роботи, приділяє час друзям, зокрема своїм колишнім товаришкам по команді ALDC Пейдж Гайленд,  Ніа Сіу,  Брук Гайленд,  Медді Зіглер,  і Маккензі Зіглер. 
У 2019 році Лукасяк була прийнята до Університету Пеппердайн, де вивчала творче письмо та маркетинг, і закінчила його в грудні 2023 року.  У квітні 2020 року розповіла, що останні кілька років боролася з трьома типами розладів харчової поведінки, про що написала вірш, опублікувавши його в Instagram.   Вона детальніше розповіла про свій досвід із розладами харчової поведінки у відео на своєму офіційному YouTube-каналі. 
З 2015 по 2016 рік Лукасяк мала стосунки з актором Рікі Гарсія.   З 2020 по 2023 рік зустрічалася зі скейтбордистом і інфлюенсером Бруклінном «Бруком» Хурі.  
Фільмографія
| Рік  | Назва                           | Роль                     | Режисер                               | Примітки                      | Посилання |
| ---- | ------------------------------- | ------------------------ | ------------------------------------- | ----------------------------- | --------- |
| 2016 | «Центральна сцена: На Пуантах»  | Гвендолін "Гвен" Мерфі   | Director Х                            | Телевізійний фільм            | [ 122 ]   |
| 2017 | «Історія Пастушки»              | Саванна Стокер           | Тімоті Армстронг                      | Також Хореограф               | [ 123 ]   |
| 2017 | «Лазівка»                       | Александра "Лексі" Джонс | Дженні Айверс                         |                               | [ 124 ]   |
| 2018 | «F.R.E.D.I»                     | Меллорі                  | Шон Олсон                             | Також співвиконавчий продюсер | [ 125 ]   |
| 2018 | «Незамінні: танцювальний фільм» | камео                    | Стівен Сальгадо                       | Документальний фільм          | [ 126 ]   |
| 2019 | «Наступний рівень»              | Жасмин Джоел             | Ілісса Гудман                         |                               | [ 127 ]   |
| 2020 | «Camp Arrowhead»                | Девін Дюпрі              | Тімоті Армстронг, Фернандо де ла Круз |                               | [ 128 ]   |
| 2020 | «Красиві шрами»                 | Ешлі/Менді               | Пол Д. Ханна                          | Короткометражний фільм        | [ 129 ]   |

### Телебачення
| Рік             | Проект                                               | Роль                                                            | Примітки                                                                         | Джерело         |
| --------------- | ---------------------------------------------------- | --------------------------------------------------------------- | -------------------------------------------------------------------------------- | --------------- |
| 2011–2014, 2017 | Dance Moms                                           | себе                                                            | Головна роль, сезони 1-4 і 7, 7В                                                 | [ 130 ]         |
| 2011            | Dance Moms: найепатажніші моменти                    | себе                                                            | Документальний телефільм                                                         |                 |
| 2011            | Доброго дня, LA                                      | себе (залучена у груповому танці під пісню "This is My Beauty") | Епізод від вересня 2011 року                                                     | [ 131 ]         |
| 2011            | The Today Show                                       | себе                                                            | Епізод від 12 вересня 2011 року                                                  | [ 132 ]         |
| 2012            | Anderson Live                                        | себе(залучена у груповому танці під пісню "Private Eyes")       | Епізод: "Мами-відступниці та Крістен Джонстон"                                   | [ 133 ]         |
| 2012            | Katie                                                | себе                                                            | 1 сезон, 18 серія                                                                | [ 134 ]         |
| 2012            | Nightline                                            | себе                                                            | Епізод від травня 2012 року                                                      | [ 135 ]         |
| 2012            | The View                                             | себе (залучена у груповому танці під пісню "Sentimental")       | Епізод від 21 лютого 2012 року                                                   | [ 136 ]         |
| 2013            | The View                                             | себе (залучена у груповому танці під пісню "The Last Text")     | Епізод від 20 лютого 2013 року                                                   | [ 137 ]         |
| 2013            | Dance Moms: особливе свято                           | Себе/Виконавиця                                                 | ТБ спец                                                                          | [ 138 ]         |
| 2015            | The Doctors                                          | себе                                                            | Епізод від 13 жовтня 2015 року                                                   | [ 139 ]         |
| 2015            | KTLA                                                 | себе                                                            | Епізод від 1 жовтня 2015 року                                                    | [ 140 ] [ 141 ] |
| 2016            | Superstore                                           | себе                                                            | Рекламне відео за участю знаменитостей із соціальних мереж для прем'єри 2 сезону | [ 142 ]         |
| 2016            | Welcome to My World •                                | Флінн Гаррінгтон                                                | 5 серій, серіал не вийшов в ефір                                                 | [ 143 ]         |
| 2017            | KTLA                                                 | себе                                                            | Епізод від 13 квітня 2017 року                                                   | [ 144 ]         |
| 2017            | Hollywood Today Live                                 | себе                                                            | Епізод від 17 квітня 2017 року                                                   | [ 145 ]         |
| 2017            | Jump, Jive and Thrive                                | себе                                                            | ТБ спец                                                                          | [ 146 ] [ 147 ] |
| 2017            | Home &amp; Family                                    | себе                                                            | Епізод від 19 квітня 2017 року                                                   | [ 148 ]         |
| 2018            | KTLA                                                 | себе                                                            | Епізод від 15 січня 2018 року                                                    | [ 149 ]         |
| 2018            | Celebrity Page                                       | себе                                                            | Епізод від 22 січня 2018 року                                                    | [ 150 ]         |
| 2018            | Home &amp; Family                                    | себе                                                            | Епізод від 29 січня 2018 року                                                    | [ 151 ]         |
| 2019            | KTLA                                                 | себе                                                            | Епізод від 4 вересня 2019 року                                                   | [ 152 ]         |
| 2019            | Famously Afraid                                      | себе                                                            | Епізод від 5 листопада 2019 року                                                 | [ 153 ]         |
| 2022            | Our New Normal: How Teens Are Redefining School Life | Гість                                                           | PBS NewsHour Student Reporting Labs Special                                      | [ 154 ] [ 155 ] |
| 2024            | Dance Moms: The Reunion                              | себе                                                            | Спеціальне телевізійне шоу на Lifetime                                           | [ 156 ] [ 157 ] |
| 2024            | Watch What Happens Live With Andy Cohen              | Себе/Бармен                                                     | Епізод від 23 квітня 2024 року                                                   | [ 158 ]         |
| 2024            | Good Morning America                                 | Гість                                                           | Епізод від 29 квітня 2024 року                                                   | [ 159 ]         |

### Музичні кліпи
| Рік  | Пісня                     | Артист               | Нотатки                                          | Джерело |
| ---- | ------------------------- | -------------------- | ------------------------------------------------ | ------- |
| 2011 | "Це як літо"              | LUX                  |                                                  | [ 86 ]  |
| 2012 | "Літня пісня кохання"     | Брук Хайленд         |                                                  | [ 85 ]  |
| 2012 | "Вечір минулої п'ятниці"  | Кеті Перрі           | Створене фанатами музичне відео з Maddie Ziegler | [ 160 ] |
| 2015 | "Обдури мене одного разу" | Джесс Гудвін         |                                                  | [ 88 ]  |
| 2015 | "Збільште"                | Сольвейг Ромеро      |                                                  | [ 89 ]  |
| 2015 | "Аліса"                   | Б'янка Райан         |                                                  | [ 90 ]  |
| 2015 | "Подарунок на Різдво"     | Forever in Your Mind |                                                  | [ 161 ] |
| 2015 | "Любов сліпа"             | Джек Уайт            | Команда Chloe Dance Project                      | [ 162 ] |
| 2016 | "Язик"                    | AJ Lehrman           |                                                  | [ 163 ] |
| 2016 | "Шматочок за шматочком"   | Ali J                | Відео видалено з YouTube                         | [ 91 ]  |
| 2017 | "Танцюй!" ("Просто рок")  | Нія Сіу              |                                                  | [ 164 ] |
| 2019 | "Ми переймаємо"           | Барбі                |                                                  | [ 93 ]  |

### Подкасти
| Рік      | Назва                                 | Роль | Примітки |
| -------- | ------------------------------------- | ---- | -------- |
| 2021 рік | Crazy Stupid Fangirls                 | себе | [ 165 ]  |
| 2021 рік | Christi's Couch                       | себе | [ 166 ]  |
| 2021 рік | Always Evolving With Coach Mike Bayer | себе | [ 167 ]  |
| 2023 рік | Back to the Barre                     | себе | [ 168 ]  |

Веб-серіали
| Рік  | Серіал                        | Роль        | Примітки                                     | Джерело |
| ---- | ----------------------------- | ----------- | -------------------------------------------- | ------- |
| 2016 | Chloe on Pointe               | камео       | 22 епізоди                                   | [ 169 ] |
| 2016 | Pretty Unfiltered             | камео       |                                              | [ 170 ] |
| 2017 | Ready, Set, Style             | камео       | 20 епізодів                                  | [ 171 ] |
| 2017 | Chloe Does It                 | камео       | 5 епізодів                                   | [ 172 ] |
| 2017 | Descendants 2: Wicked Weekly  | Гість       | 16 епізодів                                  | [ 173 ] |
| 2018 | Limelight                     | Дані        | 10 епізодів, а також співвиконавчий продюсер | [ 174 ] |
| 2019 | Unstoppable                   | камео       |                                              | [ 175 ] |
| 2019 | GRL PWR: A Day in The Life    | Гість       | 4 епізоди                                    | [ 176 ] |
| 2020 | Zombies 2: The Collab •       | Перевертень | Короткометражний                             | [ 177 ] |
| 2020 | Dream Digs                    | камео       |                                              | [ 178 ] |
| 2021 | Hair Me Out                   | камео       |                                              | [ 179 ] |
| 2021 | Earth Day! The Musical        | камео       | Комедійний короткометражний                  | [ 50 ]  |
| 2022 | DC Shoes: Push Your Own Story | камео       | Документальний короткометражний              | [ 180 ] |
| 2024 | Follow Me                     | камео       | 1 епізод: "Feel Good Factor"                 | [ 181 ] |

## Нагороди та номінації
| Рік  | Шоу нагородження                      | Номінація                                                | Номінант     | Результат | Джерело         |
| ---- | ------------------------------------- | -------------------------------------------------------- | ------------ | --------- | --------------- |
| 2011 | Youth America Grand Prix              | Women - Pre Competitive Age Division                     | Хлоя Лукасяк | Top 12    | [ 182 ]         |
| 2015 | Teen Choice Awards                    | Choice Dancer                                            | Хлоя Лукасяк | Перемога  | [ 183 ]         |
| 2015 | Industry Dance Awards                 | Dancer's Choice Awards 2015 – Favorite Dancer 17 & Under | Хлоя Лукасяк | Перемога  | [ 184 ]         |
| 2016 | Shorty Awards                         | Shorty Awards – Best in Dance                            | Хлоя Лукасяк | Номінація | [ 185 ]         |
| 2016 | Teen Choice Awards                    | Choice Dancer                                            | Хлоя Лукасяк | Номінація | [ 186 ]         |
| 2016 | CelebMix Awards                       | Best Dancer                                              | Хлоя Лукасяк | Перемога  | [ 187 ]         |
| 2016 | Twist Magazine Style Awards           | Trendsetter of the Year                                  | Хлоя Лукасяк | Перемога  | [джерело?]      |
| 2016 | Twist Magazine Style Awards           | Best Pierced Hair                                        | Хлоя Лукасяк | Перемога  | [ 188 ] [ 189 ] |
| 2016 | J-14 Magazine Icon Awards             | Icon of the Year                                         | Хлоя Лукасяк | Перемога  | [ 188 ] [ 189 ] |
| 2017 | CelebMix Awards                       | Best Dancer                                              | Хлоя Лукасяк | Номінація | [ 190 ]         |
| 2017 | Tigerbeat Magazine 19 Under 19 Awards | Best Girl Power Icon                                     | Хлоя Лукасяк | Перемога  | [ 191 ]         |
| 2017 | Teen Choice Awards                    | Choice Dancer                                            | Хлоя Лукасяк | Номінація | [ 192 ]         |
| 2018 | CelebMix Awards                       | Best Dancer                                              | Хлоя Лукасяк | Номінація | [ 193 ]         |
| 2018 | Industry Dance Awards                 | Inside Dance Cover                                       | Хлоя Лукасяк | Номінація | [ 194 ]         |
| 2018 | J-14 Magazine Icon Awards             | Iconic Female Star                                       | Хлоя Лукасяк | Перемога  | [ 195 ]         |

## Письменницька діяльність
| рік      | Назва                                                                                    | Тип письма                     | посилання |
| -------- | ---------------------------------------------------------------------------------------- | ------------------------------ | --------- |
| 2017 рік | Промова до Міжнародного дня миру ООН                                                     | Виступ                         | [ 196 ]   |
| 2018 рік | «Дівчина на Пуантах: Посібник Хлої, щоб завоювати світ»                                  | Автобіографія                  | [ 197 ]   |
| 2020 рік | «Моя щоденна жертва»                                                                     | Вірш                           | [ 198 ]   |
| 2021 рік | «Інструкції для підліткового Армагеддону: 30 несамовитих жінок про те, як захопити світ» | Примітки/Листи/Особисті нариси | [ 99 ]    |

## Тури
- Тур Крісті та Хлої по Великобританії (2014) [199]
- Тур Крісті та Хлої по Великобританії (2015) [200]
- Тур Крісті та Хлої OZ Tour: Sequins & Secrets (2015) [201]
- Triple Threat Talent Tour (2015–16) [23]
- The Irreplaceables Tour (2017–18) [126]

## Дивіться також
- Список танцюристів[en]
  - Список танцівниць[en]

## Зовнішні посилання
- Офіційний сайт
- Chloe Does It [Архівовано 4 серпня 2017 у Wayback Machine.]
- Хлоя Лукасяк на сайті IMDb (англ.)